# Ocrepeira macintyrei
Ocrepeira macintyrei là một loài nhện trong họ Araneidae.
Loài này thuộc chi Ocrepeira. Ocrepeira macintyrei được Herbert Walter Levi miêu tả năm 1993.